# 娄宿增五
娄宿增五，即白羊座λ （λ Ari，拜耳命名法）或白羊座9（佛兰斯蒂德命名法），是一个位于白羊座的联星系统，距离地球约133光年。
娄宿增五比较亮的成员是一颗黄白色F-型主序星，视星等为+4.9。另一颗恒星距它37.4角秒，视星等为+7.4。这个联星系统合计的视星等为4.79。